# Церква Успіння Пресвятої Богородиці (Чемерівці)
Церква Успіння Пресвятої Богородиці в Чемерівцях — парафія і храм греко-католицької громади Кам'янець-Подільського деканату Кам'янець-Подільської єпархії Української греко-католицької церкви в смт Чемерівці Хмельницької области.

## Історія церкви
У 2003 році в смт Чемерівці була заснована греко-католицька парафія, яка налічувала 26 вірян. Її історичне храмове свято, Успіння Пресвятої Богородиці, було відновлено на основі архівних документів.
28 серпня 2003 року правлячий архієрей Тернопільсько-Зборівської єпархії Михаїл Сабрига та протосинкел отець митрат Василій Семенюк освятили тимчасову капличку в житловому будинку, а також наріжний камінь під майбутній храм.
Новий храм, збудований з карпатських хвойних дерев, освятив на свято Воскресіння Господнього у 2004 році єпископ-помічник Тернопільсько-Зборівської єпархії Василій Семенюк у супроводі численних священників. Значну допомогу в будівництві надав нинішній митрополит Василій Семенюк, який особисто збирав кошти як в Україні, так і в діаспорі. Вагомий матеріальний внесок зробили німецькі організації «Церква в потребі», «Реновабіс» та Ольга Ганкевич. Мелодійний дзвін для храму подарував колишній протопресвітер Зарваницького протопресвітеріату отець Дмитро Квич.
При парафії діють спільноти «Матері в молитві», Марійська і Вівтарна дружини, Українська молодь — Христові, а також Чемеровецький благодійний фонд «Карітас-Чемерівці».
З 2010 року «Карітас-Чемерівці» отримує гуманітарну допомогу з Німеччини, Нідерландів та Польщі, яку розподіляє між навчальними та медичними закладами, дитячими будинками, інтернатами та людьми похилого віку. Перший дзвін був подарований священнослужителями з Марійського духовного центру в Зарваниці. У 2013 році семінаристи Тернопільської вищої духовної семінарії організували на парафії «Веселі канікули з Богом», до яких долучилися діти різних конфесій з усього району.

## Парохи
- о. Василь Демчишин (з 2013).